# Lenvatinib
Il Lenvatinib, commercializzato in Italia con il nome Lenvima, è un farmaco appartenente alla classe degli inibitori dei recettori tirosin chinasici (RTK), altrimenti noti come inibitori del fattore di crescita dell'endotelio vascolare (VEGF).
È una piccola molecola con effetto di inibitore dei recettori tirosin-chinasici (RTK), proteine coinvolte nella sviluppo di nuovi vasi sanguigni (angiogenesi) che forniscono ossigeno e sostanze nutritive alle cellule tumorali.
Bloccandone l'azione, il farmaco può quindi ostacolare l'apporto di sangue alle cellule tumorali, rallentandone la velocità di moltiplicazione.

## Indicazioni
Il farmaco è stato approvato inizialmente nel 2015 per il trattamento del carcinoma differenziato della tiroide (Differentiated Thyroid Carcinoma, DTC) (papillare/follicolare/a cellule di Hürthle), localmente avanzato o metastatico, refrattario allo iodio radioattivo.
Nel 2016, l'FDA lo ha approvato, in combinazione con everolimus, per il trattamento del carcinoma renale avanzato.
Nel 2018, è stato registrato per le forme avanzate di carcinoma epatocellulare (HCC).
Nel 2020 il suo utilizzo è stato esteso anche al trattamento del carcinoma adenoido-cistico delle ghiandole salivari (Adenoid Cystic Carcinoma, ACC), recidivo o metastatico.

## Effetti collaterali
Gli effetti collaterali più frequenti sono: ipertensione arteriosa, diarrea, nausea, vomito, inappetenza e perdita di peso corporeo, astenia, proteinuria, stomatite, disfonia, cefalea, sindrome mano-piede (o eritrodisestesia palmo-plantare).

## Interazioni
Il lenvatinib può causare moderato allungamento dell'intervallo QT all'elettrocardiogramma; il concomitante trattamento con altri farmaci dotati di analoga proprietà può indurre aritmie minacciose (c.d. "Torsione di punta").